# 双湖念珠芥
双湖念珠芥（学名：Torularia shuanghuica）为十字花科念珠芥属下的一个种。

## 扩展阅读
維基物種上的相關：双湖念珠芥